# Тундра субантарктичних островів Антиподів

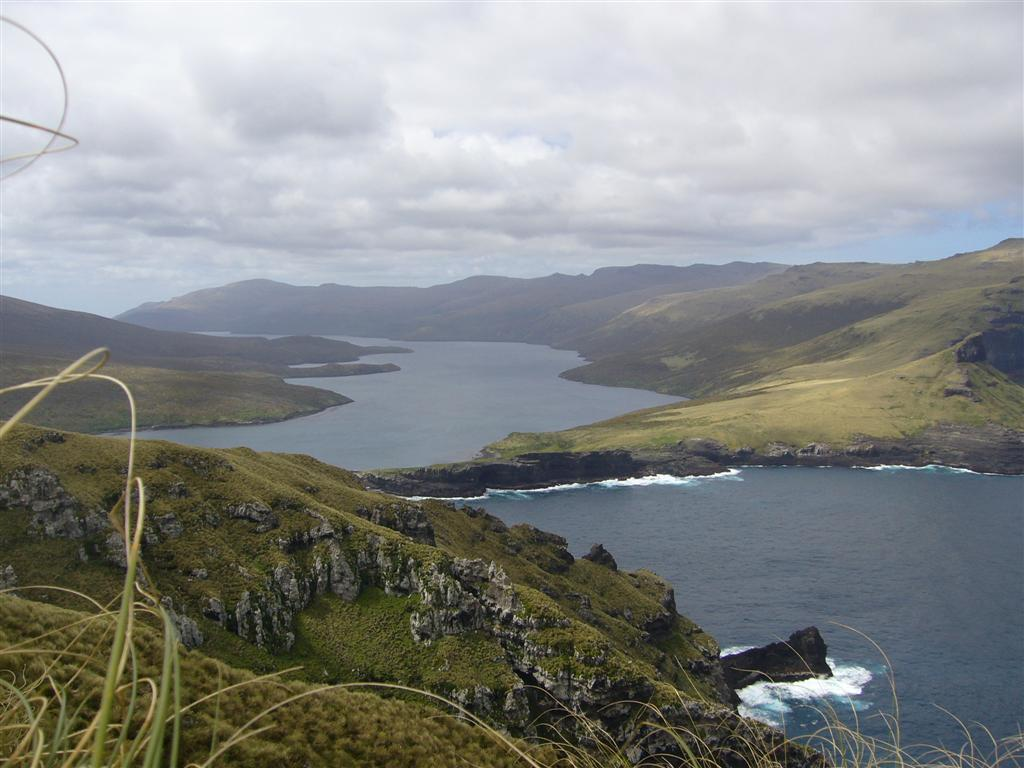
Ландшафт острова Окленд

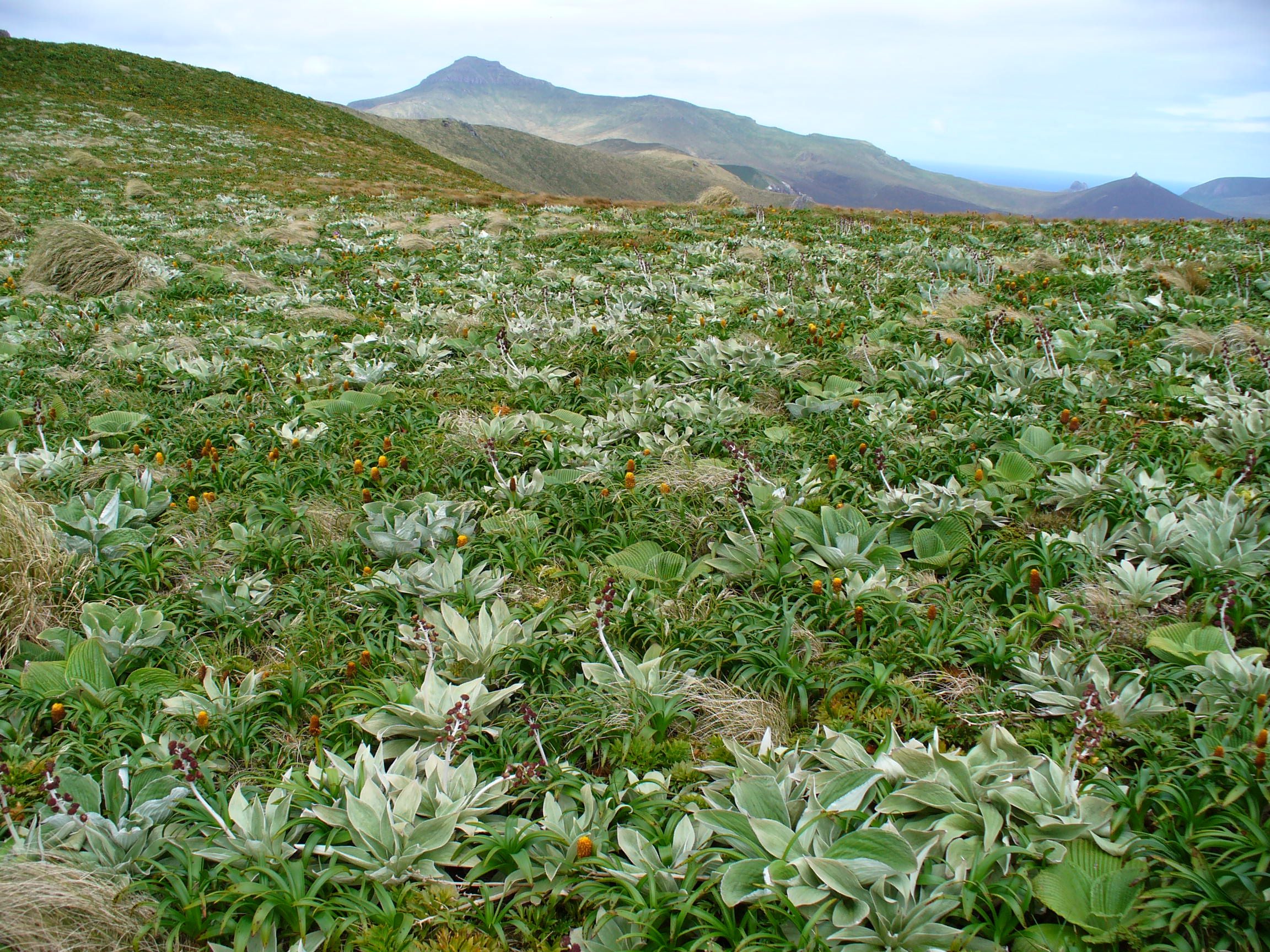
Мегатрави на острові Кемпбелла

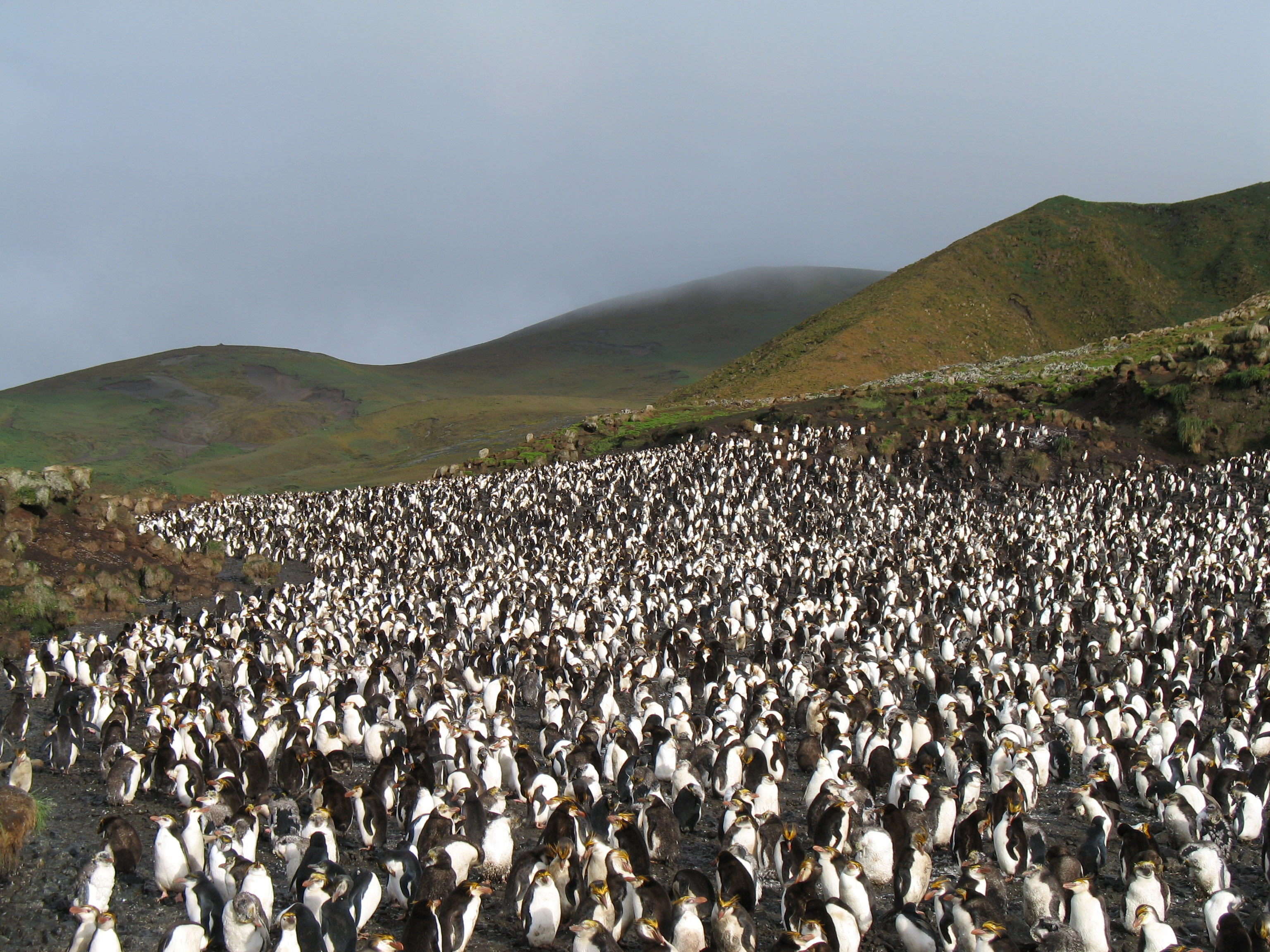
Білогорлі пінгвіни (Eudyptes schlegeli) на острові Маккуорі

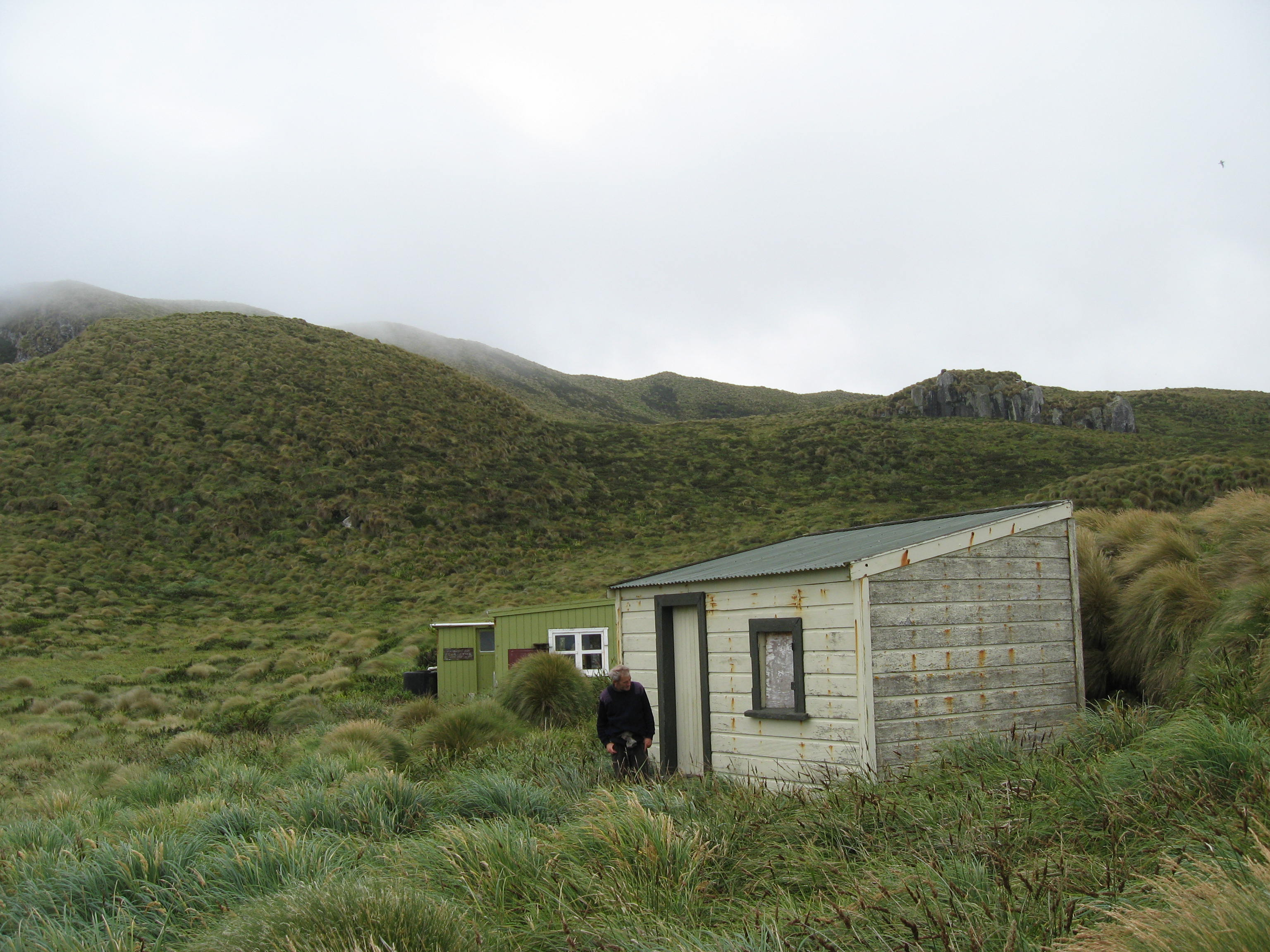
Стара будівля на островах Антиподів

Тундра субантарктичних островів Антиподів (ідентифікатор WWF: AA1101) — австралазійський екорегіон тундри, розташований на субантарктичних островах Тихого океану.

## Географія
Екорегіон тундри субантарктичних островів Антиподів охоплює п'ять груп віддалених субантарктичних островів, розташованих на південному заході Тихого океану, на південь від Нової Зеландії. Найпівнічнішим серед цих архіпелагів є острови Баунті — група з 13 острівців та багатьох невеликих скель, розташованих за 670 км на південний схід від Південного острова Нової Зеландії та за 530 км на південний захід від архіпелагу Чатем. За 215 км на південь від островів Баунті лежать острови Антиподів, що включають два невеликі острови та багато скель. Цей архіпелаг отримав свою назву через те, що він розташований на протилежній стороні земної кулі від Гринвіцької обсерваторії поблизу Лондона. Найбільшою групою островів в регіоні є Оклендські острови, які включають головний острів Окленд площею 442,5 км² та багато менших острівців загальною площею понад 100 км². Оклендські острови лежать за 360 км на південь від острова Стюарт або Ракіура та за 465 км на південь від Південного острова. За 275 км на південний схід від Окленда лежать острови Кемпбелла, які складаються з головного острова Кемпбелла та низки острівців і скель. Найпівденнішим островом регіону є віддалений острів Маккуорі, розташований за 1085 км на південний захід від Південного острова, за 1485 км на південний схід від Тасманії та за 1575 км на північ від Антарктиди.
Адміністративно острів Маккуорі належить Австралії і є частиною штату Тасманія, а Оклендські острови та архіпелаги Баунті, Антиподів і Кемпбелла належать Новій Зеландії. Архіпелаг Снерс є ще однією групою новозеландських субантарктичних островів, однак він лежить лише за 100 км на південний схід від острова Стюарт і має тепліший клімат, тому його відносять до окремого екорегіону помірних лісів острова Ракіура.
Новозеландські субантарктичні острови є найвищими вершинами великого підводного плато Кемпбелл, яке, як і решта Нової Зеландії, є частиною континенту Зеландія — фрагменту стародавнього суперконтиненту Гондвана. Зеландія відокремилася від Австралії 85—60 мільйонів років тому, однак була майже повністю затоплена водами Тихого океану приблизно 23 мільйони років тому. З геологічної точки зору основу островів Баунті складають гранітні породи фундаменту. Інші острови мають вулканічне походження, тому основу островів Кемпбелла складають базальти, а островів Антиподів та Оклендських островів — граніти, граувакки та сланці. Острів Маккуорі має унікальне геологічне положення. Він лежить уздовж розлому Маккуорі між Індо-Австралійською та Тихоокеанською літосферними плитами і є єдиним у світі островом, що представляє собою підняту вище рівня моря частину серединно-океанічного хребта. Основу острова складають магматичні породи, зокрема базальтові подушкові лави.
Максимальна висота островів різниться між собою: невисокі острови Баунті підіймаються лише на 73 м над рівнем моря, гори Гамільтон і Флетчер на півдні острова Маккуорі підіймаються на висоту 410 м над рівнем моря, а найвищою вершиною регіону є гора Дік заввишки 705 м, розташована на острові Адамс в групі Оклендських островів. Рельєф новозеландських субантарктичних островів здебільшого горбистий, а острів Маккуорі складається з центрального плато, оточеною вузькою смугою прибережних низовин. Усі острови регіону демонструють спільну рису: великі ділянки стрімких прибережних скель, які є результатом постійної дії сильних морських хвиль. Острови Кемпбелла та Оклендські острови у минулому зазнали значного зледеніння. Ґрунти в регіоні здебільшого торф'янисті та заболочені. На рівних ділянках глибина шару ґрунту може подекуди досягати 8 м, однак на островах Баунті, що представляють собою голі скелі, ґрунти взагалі відсутні.

## Клімат
На більшості островів екорегіону переважає тундровий клімат (ET за класифікацією кліматів Кеппена), а на островах Баунті та у деяких прибережних районах Оклендського архіпелагу — субполярний океанічний клімат (Cfc за класифікацією Кеппена). Загалом клімат на островах регіону вологий, холодний та вітряний. Тут невпинно дмуть західні вітри, які можуть розвивати швидкість від 30 до 40 км/год. Зазвичай опади в регіоні випадають більше 300 днів на рік. Їх середньорічна кількість сильно різниться від острова до острова, але здебільшого вона менше 1500 мм. На більшості островів регіону, за винятком Маккуорі, середньорічна температура становить вище 5 °C, що дозволяє підтримувати деревну рослинність.

## Флора
Рослинний покрив на островах регіону варіюється залежно від географічної широти, яка є визначальним фактором, що впливає на розподіл рослинних угруповань. Іншими ключовими факторами є клімат (зокрема низька кількість сонячних променів), ґрунти (зазвичай заболочені й кислі) та вплив місцевої фауни (через витоптування та риття нір).
На островах Баунті рослинність обмежена лишайниками та водоростями, що ростуть серед скель. Натомість на Оклендських островах та у захищених від вітру частинах острова Кемпбелла зустрічаються одні з найпівденніших лісів у світі, у яких переважають південні рата (Metrosideros umbellata) та різні види змієлистників (Dracophyllum spp.), копросм (Coprosma spp.) та мірсин (Myrsine spp.). На інших новозеландських субантарктичних островах поширені чагарники, купинні та різнотравні луки. Домінуючим видом купинних злаків на них є ендемічні субантарктичні снігові купинники (Chionochloa antarctica). Рослинність острова Маккуорі представлена купинними луками, на яких переважає буревісниковий тонконіг (Poa foliosa) та тундрові фельдмаркові угруповання, основу яких складають невисокі подушкоподібні рослини, зокрема азорелли (Azorella spp.) та перлинниці (Colobanthus spp.). На більшості островів регіону поширені болота й торф'яники.
Тривала ізоляція островів регіону один від одного та від інших масивів суходолу у поєднанні з суворим кліматом та відсутністю людського впливу призвела до еволюції біоти та появи цікавих видів рослин. Незважаючи на те, що флористичне різноманіття регіону є відносно низьким, що відображає його розташування у високих широтах, флора цих субантарктичних островів має кілька помітних особливостей. До них належить присутність деяких видів на межі свого екологічного потенціалу, таких як м'яка деревоподібна папороть (Alsophila smithii), найпівденніша деревоподібна папороть у світі, а також великої кількості ендеміків. Рослини регіону також демонструють більше різноманіття у забарвленні квіток порівняно зі спорідненими видами з Нової Зеландії. На всіх островах, окрім островів Баунті, зустрічаються характерні субантарктичні мегатрави — як види з циркумполярним поширенням, так і деякі ендеміки. Мегатрави, як правило, мають більші листя та квіти, ніж аналогічні рослини, поширені у помірних районах на півночі. Їхня характерна форма вважається адаптацією до низьких температур та хмарних, вологих умов. Багато видів рослин, поширених у прибережних районах новозеландських субантарктичних островів, також зустрічаються у субальпійських високогір'ях на материковій частині Нової Зеландії. Загалом флора островів є перехідною між помірною флорою Нової Зеландії та циркумполярною, менш різноманітною флорою Субантарктики.
На островах екорегіону зареєстровано близько 260 видів рослин, з яких 35 видів є ендеміками регіону. Навіть на крихітних островах Антиподів є три ендемічні таксони. 15 % видів судинних рослин, поширених на Оклендських островах, є ендеміками, зокрема усі три представники ендемічного роду Ребристолистник (Pleurophyllum spp.). Ендеміками острова Маккуорі є вітряні шоломники (Corybas dienemus) та борознисті шоломники (Corybas sulcatus) — єдині види орхідей, відомі з субантарктичного регіону. Серед інших ендемічних рослин, поширених в екорегіоні, слід відзначити маккуорійську капусту (Azorella polaris) та кілька видів анісотом (Anisotome spp.).

## Фауна
На субантарктичних островах екорегіону зареєстровано понад 50 видів морських птахів та близько 80 видів наземних птахів. Серед морських птахів, що утворюють гніздові колонії на островах регіону, слід відзначити десять видів альбатросів, зокрема ендемічних королівських альбатросів (Diomedea epomophora), антиподських альбатросів (Diomedea antipodensis), кампбельських альбатросів (Thalassarche impavida), баунтійських альбатросів (Thalassarche salvini) та білоголових альбатросів (Thalassarche cauta steadi), які не гніздяться більше ніде у світі, а також сім видів пінгвінів, зокрема ендемічних білогорлих пінгвінів (Eudyptes schlegeli), півтора мільйона яких мешкає на острові Маккуорі, та прямочубих пінгвінів (Eudyptes sclateri), поширених переважно на островах Антиподів і архіпелазі Баунті. Серед інших морських птахів, поширених в екорегіоні, слід відзначити довгохвостих альбатросів (Phoebetria palpebrata), чорнобрових альбатросів (Thalassarche melanophris), сіроголових альбатросів (Thalassarche chrysostoma), чубатих пінгвінів (Eudyptes chrysocome filholi), жовтооких пінгвінів (Megadyptes antipodes), білогорлих буревісників (Procellaria aequinoctialis), сірих буревісників (Procellaria cinerea), сивих буревісників (Puffinus griseus), велетенських буревісників (Macronectes halli), пінтадо (Daption capense) та рудоволих пісочників (Charadrius bicinctus), а також ендемічних баунтійських бакланів (Leucocarbo ranfurlyi), оклендських бакланів (Leucocarbo colensoi), кембельських бакланів (Leucocarbo campbelli) та маккуорійських бакланів (Leucocarbo purpurascens).
Серед водоплавних та коловодних птахів, що зустрічаються на островах регіону, слід відзначити ендемічних новозеландських чирянок (Anas aucklandica), острівних чирянок (Anas nesiotis), маорійських левіній (Lewinia muelleri) та оклендських баранців (Coenocorypha aucklandica), а серед інших наземних птахів — новозеландських соколів (Falco novaeseelandiae), жовтолобих какарікі (Cyanoramphus auriceps), пое (Prosthemadera novaeseelandiae), новозеландських макомако (Anthornis melanura), великоголових тоутоваї (Petroica macrocephala) та новозеландських щевриків (Anthus novaeseelandiae), деякі з яких представлені ендемічними підвидами. Ендеміками екорегіону є два види папуг, поширених на островах Антиподів, — антиподські какарікі (Cyanoramphus unicolor) та золотаві какарікі (Cyanoramphus hochstetteri), предків яких, ймовірно, віднесли сюди сильні океанічні вітри. Деякі види та підвиди птахів, які раніше зустрічалися в регіоні, вимерли за останні століття внаслідок людської діяльності. Так, оклендські крехи (Mergus australis), які були поширені на Оклендських островах, вимерли на початку XX століття внаслідок полювання та хижацтва з боку завезених на острови свиней і пацюків, а маккуорійські пастушки (Hypotaenidia philippensis macquariensis) та маккуорійські какарікі (Cyanoramphus erythrotis), які були поширені на Маккуорі, вимерли наприкінці XIX століття внаслідок хижацтва з боку інтродукованих котів та пастушків уека (Gallirallus australis).
Земноводні, плазуни та наземні ссавці на островах відсутні. Натомість на узбережжях регіону розташовані великі лежбища морських ссавців, зокрема рідкісних новозеландських морських левів (Phocarctos hookeri), близько 99 % яких розмножуються на Оклендських островах та на островах Кемпбелла. На острові Маккуорі мешкає одна з основних світових популяцій південних морських слонів (Mirounga leonina). На островах регіону зустрічаються три види морських котиків — новозеландські морські котики (Arctocephalus forsteri), субантарктичні морські котики (Arctocephalus tropicalis) та антарктичні морські котики (Arctocephalus gazella). Також їх регулярно відвідують морські леопарди (Hydrurga leptonyx), однак ці тварини тут не розмножуються. Інші види антарктичних тюленів, такі як тюлені-крабоїди (Lobodon carcinophaga) та тюлені Ведделла (Leptonychotes weddellii), зустрічаються в регіоні рідше. У водах навколо островів Кемпбелла та Оклендських островів розмножуються південні кити (Eubalaena australis).
На субантарктичних островах екорегіону зустрічається небагато видів безхребетних, що пояснюється їх розташуванням у високих широтах, ізольованістю та невеликою площею суходолу. Як і птахи та рослини, безхребетні демонструють високий рівень ендемізму. Ендеміками є 36 із 78 видів лускокрилих, поширених в регіоні, а також низка видів прямокрилих та всі сім видів веснянок. Загалом на островах Антиподів зареєстровано 50 видів безхребетних (25 % з яких є ендеміками), на Оклендських островах — 280 видів (30 % ендеміків), на островах Кемпбелла — 275 видів (40 % ендеміків), а на острові Маккуорі — 100 видів (10 % ендеміків). Багато видів безхребетних в регіоні є нелітаючими, що є адаптацією до вітряного, ізольованого середовища. Так, більшість жуків та близько 70 % метеликів, поширених в регіоні, не літають, або мають редуковані крила. У водоймах регіону зустрічається 32 види ендемічних прісноводних безхребетних.

## Збереження
Острови екорегіону залишаються одними з найбільш незайманих екосистем на планеті, попри те, що за останні 300 років на них відбувалася людська діяльність. Більшість островів регіону відкрили австралійці наприкінці XVIII та на початку XIX століття, за винятком Оклендських островів, які відкрили полінезійці ще у XIII—XIV століттях. На острові Ендербі, що на півночі архіпелагу, археологи знайшли рештки поселення, датованого XIII століттям, яке є найпівденнішим відомим полінезійським поселенням. А втім, коли у 1806 році британці відкрили Оклендські острови, вони були безлюдними. Полінезійці та європейці в подальшому намагалися колонізувати Оклендські острови: у 1842 році на острів Окленд переселилася група з 70 маорі, а у 1849 році європейці заснували поселення Хардвік, однак ці поселення були незабаром покинуті. Тим не менш, острови регіону деякий час залишалися центрами китобійного та звіробійного промислу, на них облаштовувалися тимчасові бази та склади, які мали допомогти потенційним жертвам корабельних аварій. На деякі острови були навмисне випущені корови (Bos taurus), вівці (Ovis aries), кози (Capra hircus), свині (Sus scrofa) та європейські кролі (Oryctolagus cuniculus). Також на островах регіону з'явилися здичавілі коти (Felis catus), сірі пацюки (Rattus norvegicus), чорні пацюки (Rattus rattus) та хатні миші (Mus musculus). Лише острови Баунті залишилися вільними від інвазивних видів.
Поширення інтродукованих ссавців тривалий час було головною загрозою для збереження природи регіону, однак заходи зі знищення інвазивних видів призвели до викорінення їх на багатьох островах. Ще наприкінці XX століття велику рогату худобу, свиней та кіз знищили або вивезли з островів. У 1991 році на Маккуорі були знищені здичавілі коти, а у 2001 році на острові Кемпбелла — пацюки, що стало першим прикладом повного знищення гризунів на віддаленому острові. У 2010—2014 роках в рамках великої програми зі знищення інвазивних видів на Маккуорі були знищені миші, пацюки та кролі, а у 2016 роках відбулося знищення гризунів на архіпелазі Антиподів. Лише на Оклендських островах залишаються миші та здичавілі кішки. У 2023 році розпочалася програма, спрямована на їх винищення.
Іншою екологічною проблемою екорегіону є масовий рибний промисел, який є загрозою для місцевих популяцій морських птахів та ссавців. Значна кількість альбатросів та деяких видів буревісників гине від гачків, встановлених під час ярусного лову, а вилов кальмарів поблизу Оклендських островів щороку призводить до загибелі понад 100 новозеландських морських левів (Phocarctos hookeri). Глобальна зміна клімату також є потенційною загрозою. Зміни середньої температури повітря та води можуть призвести до катастрофи для багатьох морських та, особливо, наземних видів, які мають невеликий потенціал для міграції до більш придатного середовища існування.
Відповідно до законодавства Нової Зеландії та Австралії всі острови екорегіону класифікуються як природні заповідники. Щоб відвідати будь-який з них, потрібен дозвіл, а кількість відвідувачів обмежена. Департамент охорони природи Нової Зеландії управляє островами Антиподів, Баунті, Оклендськими островами та островами Кемпбелла, а острів Маккуорі перебуває під управлінням Служби парків та дикої природи Тасманії. Навколо багатьох островів створені морські природоохоронні території. У 1997 році острів Маккуорі був внесений до списку Світової спадщини ЮНЕСКО, а у 1998 році до нього були включені й субантарктичні острови Нової Зеландії.